# En lille bunke krummer
En lille bunke krummer er et album fra 1978 indspillet af Trille og udgivet på pladeselskabet ExLibris (EXL 30003). Albummet blev oprindeligt udgivet som LP, men blev genudgivet på CD i 2010 i bokssættet Hele Balladen.
Albummet blev indspillet i Sweet Silence Studio i 1977. På albummet medvirkede:
- Trille: Vokal, Guitar
- Anders Koppel: Piano, Orgel, Harmonika
- Hugo Rasmussen: Bas
- Jens Rugsted: El-bas, Guitar
- Ole Fick: El-guitar, Guitar
- Peter Bastian: Stortromme, Ocarina, Fagot, Penny-Whistle
- Klavs Nordsø: Congas

## Sange

### Side 1
1. Vi Har Smidt Returbilletten Væk  4:42
2. Mig Og Ræven  5:10
3. Storebælt  4:30
4. Sang Til Vore Forældre  5:08
5. Et Lille Lys I Mørket (Sang Til Min Nabo) 5:31

### Side 2
1. Bange For At Blive Til En Sten  5:49
2. En Lille Bunke Krummer  5:45
3. Næsten Som At Finde Rav  4:53
4. Højtid  6:07